# Gert Goolkate
Gert Goolkate (* 22. September 1970 in Enschede) ist ein ehemaliger niederländischer Fußballspieler der Amateure, der in Deutschland lebt.
Goolkate erzielte in der Saison 2004/05 in der Oberliga Nord die ungewöhnlich hohe Anzahl von 44 Toren.

## Beruf
Neben seiner Tätigkeit als Fußballspieler beim SV Eintracht arbeitete Goolkate als Lagerist im Textilgroßhandel von Heinz Buscher, dem damaligen Vereinspräsidenten von Eintracht Nordhorn. Nach seinem Wechsel zum SV Wietmarschen wechselte er auch die Arbeitsstelle. Er arbeitete erst bei einem Tiefbauunternehmen und danach bei einem Versandhandel für Stühle als Lagerist.

## Karriere
Goolkate begann seine Fußballkarriere bei Zuid Eschmarke und dem SV Vosta, zwei Amateurvereinen aus seiner Heimatstadt Enschede. Danach spielte er für die SG Burgsteinfurt.
Bei einem Turnier, das der niederländische Verein U.D.I. Enschede ausrichtete, wurde er vom SC Münster 08 entdeckt. Dort spielte er eine gute Saison und wurde daraufhin vom Oberligisten Eintracht Nordhorn verpflichtet.
Von 1996 bis 2007 spielte Goolkate bei der Eintracht, die meist in der Oberliga antrat und von 1997 bis 2000 in der Regionalliga Nord vertreten war. Goolkate wurde in den Saisons 2000/01, damals in der Oberliga Niedersachsen/Bremen, und 2004/05 Oberliga-Torschützenkönig.
Ab 2006 trainierte er eine Jugendmannschaft der Eintracht und war parallel noch als Ergänzungsspieler im Oberligateam aktiv. Zur Saison 2007/08 wechselte er zum benachbarten SV Wietmarschen, der in der achtklassigen Kreisliga Grafschaft Bentheim spielt und agierte dort für drei Jahre als Spielertrainer. Im Oktober 2011 gab Goolkate vereinsintern bekannt, dass er sein Traineramt zum Ende der Saison 2011/12 niederlegen wird. Später wurde diese Entscheidung jedoch zurückgenommen und sein Vertrag um ein weiteres Jahr verlängert. Zur Winterpause der Saison 2012/13 gab der SV Wietmarschen bekannt, dass der Vertrag nach der Saison nicht verlängert wird. Von 2013 bis 2015 war er Spielertrainer beim Fußballverein SV Klausheide in der 1. Kreisklasse der Grafschaft Bentheim, mit dem er 2015 den Aufstieg in die Kreisliga und den Sieg des Kreispokals der Grafschaft Bentheim feierte. Zur Saison 2015/16 übernimmt er den SV Alemannia Blanke Nordhorn in der 2. Kreisklasse Bentheim als Spielertrainer.

### Saison 2004/05
In der Saison 2004/05 wurde er mit 44 Toren, die er in 32 Einsätzen erzielte, zum zweiten Mal Torschützenkönig in der Oberliga. Diese Trefferbilanz war der höchste Wert in einer der vier höchsten deutschen Spielklassen, seit Günter Pröpper 33 Jahre zuvor in der Saison 1971/72 für den Wuppertaler SV in der damaligen Regionalliga West 52 Tore geschossen hatte. In der folgenden Saison trug Goolkate ein Trikot mit der Rückennummer 44, zudem brachte ihm seine Trefferquote den Beinamen „Das Phänomen“ ein.
Dabei ist anzumerken, dass der damalige Trainer Theo Vonk den damals knapp 34-jährigen Goolkate zu Saisonbeginn nicht mehr für die erste Elf vorgesehen hatte, sondern als Stand-by-Spieler. Goolkate sollte im Jugendbereich des Vereins einsteigen. Im ersten Saisonspiel gegen den BV Cloppenburg wurde er jedoch eingewechselt und entschied die Partie im Alleingang, woraufhin er zum Stammspieler und schließlich zum Torjäger wurde.
Goolkate selbst erklärte sich seine außergewöhnliche Trefferquote damit, dass er weniger lief als zu früheren Zeiten, aber dafür „richtig“. Der Sportjournalist Felix Meininghaus verglich Goolkates „schlaksige Bewegungsabläufe“ mit denen seines Landsmannes René Eijkelkamp, der in den 1990er Jahren bei Schalke 04 in der Bundesliga gespielt hatte. Er schrieb weiterhin, dass Goolkate über Eigenschaften wie Schlitzohrigkeit, Nervenstärke und Torriecher verfüge.

### Erfolge
- 1994/95 mit 29 Toren Torschützenkönig der Bezirksliga Westfalen Staffel 12
- 1996/97 Meister der Oberliga Nord mit Eintracht Nordhorn, Aufstieg in die Regionalliga Nord
- 2000/01 mit 23 Toren Torschützenkönig der Oberliga Niedersachsen/Bremen
- 2004/05 mit 44 Toren Torschützenkönig der Oberliga Nord
- 2008/09 Aufstieg mit dem SV Wietmarschen in die Bezirksliga Weser-Ems 3
- 2011/12 Aufstieg mit dem SV Wietmarschen in die Bezirksliga Weser-Ems 3
- 2014/15 Aufstieg mit dem SV Klausheide in die Kreisliga Bentheim.
- 2014/14 Sieg des Kreispokals Bentheim mit dem SV Klausheide.

## Privat
Gert Goolkate ist seit 2003 verheiratet und hat zwei Söhne.